# وليام بوفورد
وليام بوفورد (بالإنجليزية: William Buford)‏ مواليد 10 يناير 1990، هو لاعب كرة سلة أمريكي. بدأ مسيرته الاحترافية في سنة 2012. يلعب مع ليموج سي إس بي في الدوري الفرنسي لكرة السلة الدرجة الأولى. يحمل الرقم 44. يبلغ طوله 6 قدم 5 بوصة (2.0 م).

## المسيرة الاحترافية
لعب مع أوبرادويرو لكرة السلة في الدوري الإسباني في موسم 2012–2013، ثم لعب مع كانتون شارج في سنة 2014، ثم لعب مع تايغرز توبينغن في الدوري الألماني في موسم 2015–2016، ثم لعب مع ليموج سي إس بي في الدوري الفرنسي في سنة 2016.

## روابط خارجية
- وليام بوفورد على موقع سبورتس رفرنس (الإنجليزية)
- وليام بوفورد على موقع الدوري الإسباني لكرة السلة (الإسبانية)
- وليام بوفورد على موقع كرة السلة الأوروبية.كوم (الإنجليزية)
- وليام بوفورد على موقع DraftExpress.com (الإنجليزية)
- وليام بوفورد على موقع كلية كرة السلة في سبورتس رفرنس.كوم (الإنجليزية)
- وليام بوفورد على موقع ريلجم (الإنجليزية)
- وليام بوفورد على موقع بروبوليرز (الإنجليزية)
- وليام بوفورد على موقع سبورتس رفرنس (الإنجليزية)
- وليام بوفورد على موقع سبورتس رفرنس (الإنجليزية)